# Warner Music Group
Warner Music Group (WMG) – jedna z czterech wielkich wytwórni płytowych.
Do WMG należy Warner-Chappell Music razem z Warner Music Publications, które 16 grudnia 2004 zostało sprzedane firmie Alfred Publishing.
W maju 2011 roku WMG zostało wykupione przez Access Industries, konglomerat kontrolowany przez rosyjskiego miliardera Lena Blavatnika
W wyniku zakupu pakietu większościowego z dnia 1 lipca 2013 roku, EMI Music stało się własnością Warner Music Group, a lokalne oddziały EMI firmy zmieniły nazwę na Parlophone.

## Lista wytwórni
- Atlantic Records Group
  - Atlantic Records (założona w 1947 jako wytwórnia muzyki rhythm and blues)
  - Elektra Records (założona w 1950 jako wytwórnia muzyki folkowej)
  - Lava Records
  - Bad Boy Records (hip-hopowa wytwórnia, założyciel – Sean "P.Diddy" Combs)
- Independent Label Group
  - Asylum Records (założona w 1971 przez Davida Geffena)
  - Cordless Recordings
  - East West Records
    - Adeline Records
    - Better Looking Records
    - The Bevonshire Label
    - Broken English
    - Floodgate Records
    - Liberty & Lament
    - Montalban Hotel
    - One Eleven Records
    - Perfect Game Recording Co.
    - Tent Show
    - Triple Crown Records
    - Volcom Entertainment
    - We Put Out Records
- Rhino Entertainment
  - Rhino Records
  - Rhino Home Video
  - Warner Custom Products
  - Warner Music Group Soundtracks
  - WMG Film, Television & Commercial Licensing
- Ryko Corporation
  - Rykodisc Records
  - Ryko Distribution
- Warner Records
  - Machine Shop Recordings
  - Maverick Records
  - Nonesuch Records
  - Reprise Records
  - Sire Records
  - Warner Jazz
  - Warner Nashville
  - Warner Western
- Word Entertainment
  - Word Label Group
    - Word Records
    - Squint Entertainment

  - Word Publishing
  - Word Distribution
  - Word Music
- Warner Music International
  - Warner Music UK
    - London Records
    - 679 Records
    - 1967 Ltd
    - Must Destroy Records
    - The Beats
    - Warner Strategic Marketing

  - Warner Music Sweden
  - Warner Music Poland (od 1994)
    - Polskie Nagrania „Muza” (od 2015)
    - Polton, od 1994 Warner Music Poland
    - Parlophone Music Poland

  - Warner Music Australia
  - Roadrunner Records (założona w 1980)
- Warner Music Germany
- Gallo Record Company
- Warner Music Japan
- Warner Music Finland
- Fueled by Ramen